# On and On (Agnes Carlsson)
On and On is een single van de Zweedse zangeres Agnes Carlsson. Het is de eerste single van haar derde studioalbum Dance Love Pop. De single kwam voor het eerst uit in Zweden op 11 augustus 2008 en werd geproduceerd door Anders Hansson.
In Nederland werd het nummer op 10 februari 2009 uitgebracht als debuutsingle van de zangeres.

## Achtergrond
On and On is de eerste single van Dance Love Pop, het derde studioalbum van de Zweedse zangeres Agnes Carlsson. De single kwam voor het eerst uit op 11 augustus 2008 in Zweden, waar de single meer dan 10.000 keer verkocht werd en met goud onderscheiden.
Wegens het grote succes in het thuisland van de zangeres, werd het nummer in Nederland op 10 februari 2009 uitgebracht voor digitale distributie, waarna het niet veel later op 27 februari ook op single uitgebracht werd. Het nummer behaalde een Tipparade notering en de bijbehorende videoclip was met regelmaat te zien op de Nederlandse muziekzenders TMF en MTV Nederland.

## Tracklist
Cd-single (Europese release)
1. "On and On" [Radio Edit] — 3:53
2. "On and On" [Extended Version] — 5:47
3. "On and On" [Anothanding-An Beh-An Version] — 6:20

Downloadversie
1. "On and On" [Radio Edit] — 3:52

Akoestische versie
1. "On and On" [Acoustic Version] — 3:53